# Regeringen Hrojsman
Regeringen Hrojsman bildades den 14 april 2016 och upplöstes den 29 augusti 2019. Regeringen leddes av före detta premiärminister Volodymyr Hrojsman.
Regeringskoalitionen bestod av två västorienterade partier. I koalitionen ingick Arsenij Jatsenjuks parti Folkfronten, president Petro Porosjenkos partiblock Petro Porosjenko-blocket, som också Hrojsman tillhörde.
Hrojsman fick vid sin tillsättning den 14 april stöd av 257 ledamöter mot 50 i Ukrainas parlament, det krävdes fler än 226 röster för att godkänna honom. Samma dag godkändes Hrojsmans ministerkabinett med 239 röster för. Detta betydde även ett formellt godkännande av Arsenij Jatsenjuk, när hans avskedsansökan kom. Han meddelade då att han beslutat att avgå som premiärminister på grund av den politiska krisen i landet.

## Ministrar
| Parti |                          | Nominerad av presidenten Petro Porosjenko |
| Parti | Petro Porosjenko-blocket |                                           |
| Parti | Folkfronten              |                                           |

(Listan är inte komplett)
| Magistertitel                                | Parti | Foto |                    |
| -------------------------------------------- | ----- | ---- | ------------------ |
| Premiärminister                              |       |      | Volodymyr Hrojsman |
| 1:e vice premiärminister och ekonomiminister |       |      | Stepan Kubiv       |
| Utrikesminister                              |       |      | Pavlo Klimkin      |
| Försvarsminister                             |       |      | Stepan Poltorak    |
| Inrikesminister                              |       |      | Arsen Avakov       |
| Justitieminister                             |       |      | Pavlo Petrenko     |
| Sport- och ungdomsminister                   |       |      | Ihor Zjdanov       |
| Hälsominister                                |       |      | vakant             |
| Finansminister                               |       |      | Oleksandr Danyljuk |